# Criterium van Herentals
Het Criterium van Herentals is een wielercriterium in de Belgische stad Herentals. Deze wedstrijd wordt sinds 2005 jaarlijks gereden in de straten van de stad. De nieuwe editie wordt het 'Boretti natourcriterium' genoemd en wordt georganiseerd tijdens 'Herentals Fietst'. Het criterium valt traditioneel op de eerste donderdag na het einde van de Ronde van Frankrijk. 

## Parcours
Het parcours van deze koers gaat langs de volgende straten:
De start en aankomst liggen aan de Lakenhal op de Grote Markt.

## Erelijst
| Jaar | 1e                                      | 2e                                      | 3e                                      |
| ---- | --------------------------------------- | --------------------------------------- | --------------------------------------- |
| 1934 | Louis Roels                             | Leo Deryck                              | Alfred Hamerlinck                       |
| 1935 | Jérome France                           | René Segers                             | Frans Dictus                            |
| 1938 | Alfons Deloor                           |                                         |                                         |
| 1942 | Karel Kaers                             | Lode Janssens                           | Pol Verschueren                         |
| 1943 | Karel Kaers                             | Frans Van Hassel                        | Frans Verboven                          |
| 1945 | Theo Middelkamp                         |                                         |                                         |
| 1946 | Frans Ryckers                           |                                         |                                         |
| 1954 | Ernest Sterckx                          |                                         |                                         |
| 1957 | Rik Van Looy                            | Giuseppe Cerami                         | Rik Luyten                              |
| 1958 | Leon Vandaele                           | Rik Van Looy                            | Miguel Poblet                           |
| 1962 | Rik Van Looy                            | Wim Van Est                             | Joseph Planckaert                       |
| 1963 | Rik Van Steenbergen                     | Jos Wouters                             | Palle Lykke                             |
| 1964 | Edward Sels                             | Jos Huysmans                            | August Verhaegen                        |
| 1966 | Edward Sels                             | Rik Van Looy                            | Eddy Merckx                             |
| 1967 | Jos Haeseldonckx                        | Alfons Cools                            | Guido Deraedt                           |
| 1977 | Frans Verbeeck                          | Frans Van Looy                          | Frans Verhaegen                         |
|      |                                         |                                         |                                         |
| 2005 | Tom Boonen                              | Serge Baguet                            | Kurt Van De Wouwer                      |
| 2006 | Robbie McEwen                           | Tom Boonen                              | Niko Eeckhout                           |
| 2007 | Filippo Pozzato                         | Nick Nuyens                             | Stijn Devolder                          |
| 2008 | Mark Cavendish                          | Tom Boonen                              | Philippe Gilbert                        |
| 2009 | Jurgen Van den Broeck                   | Tom Boonen                              | Alessandro Petacchi                     |
| 2010 | Jurgen Van den Broeck                   | Fabian Cancellara                       | Ivan Basso                              |
| 2011 | Philippe Gilbert                        | Vincenzo Nibali                         | Björn Leukemans                         |
| 2012 | Jurgen Van den Broeck                   | Alessandro Petacchi                     | Dries Devenyns                          |
| 2013 | Jan Bakelants                           | Philippe Gilbert                        | André Greipel                           |
| 2014 | Vincenzo Nibali                         | Rui Costa                               | Jurgen Van den Broeck                   |
| 2015 | Greg Van Avermaet                       | Zdeněk Štybar                           | Nairo Quintana                          |
| 2016 | Marcel Kittel                           | André Greipel                           | Michael Matthews                        |
| 2017 | Greg Van Avermaet                       | Wout van Aert                           | Dylan Groenewegen                       |
| 2018 | Peter Sagan                             | Greg Van Avermaet                       | Mathieu van der Poel                    |
| 2019 | Egan Bernal                             | Matteo Trentin                          | Zdeněk Štybar                           |
| 2020 | Niet georganiseerd door de Coronacrisis | Niet georganiseerd door de Coronacrisis | Niet georganiseerd door de Coronacrisis |
| 2021 | Niet georganiseerd door de Coronacrisis | Niet georganiseerd door de Coronacrisis | Niet georganiseerd door de Coronacrisis |
| 2022 | Wout van Aert                           | Mathieu van der Poel                    | Tim Merlier                             |
| 2023 | Wout van Aert                           | Jasper Philipsen                        | Giulio Ciccone                          |
| 2024 | Biniam Girmay                           | Mark Cavendish                          | Arnaud De Lie                           |
| 2025 | Wout van Aert                           | Jonathan Milan                          | Kaden Groves                            |